# Haluzice (powiat Nowe Miasto nad Wagiem)
Haluzice (węg. Gallyas) – wieś (obec) w powiecie Nowe Miasto nad Wagiem, w kraju trenczyńskim, w zachodniej Słowacji. Zamieszkuje ją około 76 osób (2016).

## Historia
Na terenie dzisiejszej wsi znajdowała się osada Haluzice i cmentarz kultury łużyckiej z końca epoki brązu. Lokalna plebania po raz pierwszy wzmiankowana była w 1332, a sama wieś od 1398 jako Halusych. W kolejnych latach nazwa gminy była zmieniana: w 1477 nazywała się Halhozycz, w 1598 Haluzicz, a w 1773 – Haluzicze (węg. Haluzic, Gallyas). Wieś należała do gminy Beckov. Lokalna ludność zajmowała się rolnictwem i sprzedażą drewna oraz produktów drewnopochodnych. W XIX wieku znajdowała się tu gorzelnia. W 1962 gmina połączona została ze wsią Bošáca, a następnie od niej odłączona.

## Geografia
Gmina leży na wysokości 266 metrów n.p.m. i zajmuje powierzchnię 3,84 km².